# ايزدان
أیزدان أو يازاتا هي القوى الروحية الخيِّرة أو ملائكة الخير في الديانة الزرادشتية التي تساعد الإله أهورامازدا.